# Цифровий мікроскоп
Цифровий мікроскоп — мікроскоп, в якому зображення отримують за допомогою вбудованої електронної відеокамери (на основі ПЗЗ або КМОН-сенсора). У таких мікроскопах, як правило, не передбачені окуляр для спостереження за об'єктами людським оком. Саме ж зображення виводиться на екран. Залежно від типу виведення зображення розрізняють USB-мікроскопи і ТБ-мікроскопи.
| Оптика | Це незавершена стаття з оптики. Ви можете допомогти проєкту, виправивши або дописавши її. |